# Maxwell Ward (6e vicomte Bangor)
Maxwell Richard Crosbie Ward, 6e vicomte Bangor (4 mai 1868 - 17 novembre 1950), est un pair et homme politique irlandais.

## Biographie
Ward est le fils de Henry Ward (5e vicomte Bangor), et de sa première épouse, l'illustratrice scientifique Mary Ward, décédée dans le premier accident de voiture au monde.
Il fait ses études à la Harrow School et à l'Académie royale militaire de Woolwich ,.
Ward est nommé sous-lieutenant dans l'Artillerie royale le 23 juillet 1887 et promu lieutenant le 23 juillet 1890. Il est promu capitaine le 1er avril 1898, nommé adjudant divisionnaire en février 1900 et instructeur à l'École d'artillerie le 10 octobre 1900 . La promotion au grade de major est intervenue en 1906. Après la mort de son père en 1911, il lui succède au titre de vicomte Bangor. Il prend sa retraite du service actif en 1912 et commande l'artillerie de réserve de la garnison royale d'Antrim. Il est remis en service en 1914 après le début de la Première Guerre mondiale. Il est nommé Officier de l'Ordre de l'Empire britannique dans les honneurs du Nouvel An de 1919  .
Il est pair représentatif à la Chambre des lords de 1913 à 1950 et membre unioniste d'Ulster du Sénat d'Irlande du Nord de 1921 jusqu'à sa mort en 1950. Il est leader adjoint du Sénat et secrétaire parlementaire du Premier ministre de 1929 à 1930 avant d'être Speaker du Sénat d'Irlande du Nord de 1930 à 1950,.
Ward épouse, en 1905, Agnes Elizabeth Hamilton, avec qui il a un fils et trois filles. Il est remplacé par son fils Edward Ward (7e vicomte Bangor) (en), un journaliste qui s'est fait un nom en tant que correspondant étranger de la BBC.
Il est mort à son domicile, Castle Ward, à l'âge de 82 ans.